# Acremonium byssoides
Acremonium byssoides är en svampart som beskrevs av W. Gams & T.M. Lim 1975. Acremonium byssoides ingår i släktet Acremonium, ordningen köttkärnsvampar, klassen Sordariomycetes, divisionen sporsäcksvampar och riket svampar.   Inga underarter finns listade i Catalogue of Life.